# Lucienne Lanaz
Lucienne Lanaz, née le 14 novembre 1937 à Zurich (Suisse), est une réalisatrice et productrice indépendante de films documentaires. Elle est la cofondatrice de CH-Filmfrauen, une association pour mettre en réseau les femmes travaillant dans la domaine du cinéma.

## Biographie
Lucienne Lanaz naît le 14 novembre 1937 à Zurich.
Ayant obtenu un diplôme d'employée de commerce, Lucienne Lanaz travaille quelques années dans une entreprise zurichoise puis s'installe à Colombier (canton de Neuchâtel) avec son mari. Elle y obtient un diplôme de professeur d'éducation physique puis enseigne au centre intercommunal de Colombier.
En 1972, elle travaille comme assistante de productions cinématographiques suisses. En 1974, elle collabore avec Marcel Leiser au documentaire Le Bonheur à septante ans. Elle devient ensuite réalisatrice et productrice indépendante avec son premier documentaire, Feu, fumée, saucisses (1976) et fonde la société de production Jura-Films. En parallèle de son travail en tant que réalisatrice, elle travaille comme secrétaire de la Croix-Rouge suisse.
Lucienne Lanaz découvre le Jura en 1974, année où elle s'installe à Grandval dans le Jura bernois. En 1975, elle y cofonde CH-Filmfrauen, une association pour mettre en réseau les femmes travaillant dans le domaine du cinéma à l'époque.
À côté de son travail cinématographique, elle travaille aussi à temps partiel comme secrétaire au siège du CICR à Genève, jusqu'à sa retraite en 1999. En 1993, elle est animatrice d'un atelier « Création cinématographique » pour prisonniers.
Tout au long de sa carrière, elle a été collaboratrice de divers festivals internationaux, présidente et membre du jury international du Festival de Bludenz (Autriche) et membre du jury international des festivals de Bilbao (Espagne), d'Imola (Italie), de San Giovanni Lupatoto (Italie), d'Oberhausen (Allemagne) et de Leeds (Grande-Bretagne).
En 2021, les Journées de Soleure, sous la direction d'Anita Hugi, consacrent leur section « Histoires du cinéma suisse » au cinéma des réalisatrices suisses, actives après l'introduction du droit de vote des femmes en 1971. Dix films des sept femmes cinéastes, Tula Roy, Gertrud Pinkus, Lucienne Lanaz, Carole Roussopoulos, Marlies Graf Dätwyler, June Kovach et Isa Hesse-Rabinovitch ont été présentés. Le programme est lié au projet « Film.Pionierinnen 1971-1981 », une collaboration du festival avec la Cinémathèque suisse, l'édition suisse en ligne filmo et le Musée national suisse. De nombreux films ont été numérisés et rendus disponibles grâce а cette collaboration, ainsi qu'en coopération avec le Lichtspiel Bern.

## Filmographie partielle
- 1974 : Le bonheur à septante ans (coréalisé avec Marcel Leiser)
- 1976 : Feu, fumée, saucisse
- 1978 : Menschen im Alltag, portrait d'une vendeuse
- 1979 : La composition
- 1980 : Ciné-journal au féminin (coréalisé avec Anne Cunéo, Erich Liebi et Urs Bolliger)
- 1980 : J'ai un droit sur mon corps
- 1987 : Queen of Elastic
- 1990 : La demande en voyage
- 1992 : Setu Lauluema
- 1995 : Cauchemars… De derrière les barreaux
- 1996 : Trois gouttes pour le futur
- 1997 : Una brecha en el bloqueo
- 1999 : La Lupa - Grazie alla vita
- 2003 : Douleur et révolte, inspiré du livre La guerre à deux voix de Laurence Deonna[7]
- 2003 : Dona Anna
- 2006 : Vous avez dit Soroptimist?
- 2007 : Une maison pas comme les autres
- 2014 : L'enfance retrouvée - les petites familles
- 2020 : GIANERICA - Das Künstlerpaar Erica und Gian Pedretti